# 東陵 (名古屋市)
東陵（とうりょう）は、愛知県名古屋市緑区の町名。郵便番号は458-0838（集配局:緑郵便局）。

## 地理
名古屋市緑区中央部に位置し、東から南は鳴海町、西は平子が丘、北は鳥澄三丁目に接する。

## 世帯数と人口
2024年（令和6年）11月1日現在の世帯数と人口は以下の通りである。
| 丁目 | 世帯数  | 人口  |
| ---- | ------- | ----- |
| 東陵 | 325世帯 | 827人 |

## 学区
市立小・中学校に通う場合、学校等は以下の通りとなる。また、公立高等学校全日制普通科に通う場合の学区は以下の通りとなる。
| 番・番地等 | 小学校                                    | 中学校                                      | 高等学校 |
| ---------- | ----------------------------------------- | ------------------------------------------- | -------- |
|            | 名古屋市立東丘小学校 名古屋市立平子小学校 | 名古屋市立東陵中学校 名古屋市立左京山中学校 | 尾張学区 |

## 歴史

### 沿革
- 2023年（令和5年）10月14日 - 緑区鳴海町の一部（字明願の全域および字御茶屋・蛸畑・細根・米塚の各一部）より、同区東陵が成立[5]。

## 施設
- 名古屋市立東陵中学校
- スギ薬局有松店

## 交通
- 国道302号（名古屋環状2号線）